# بورم
بورم (به آلمانی: Börm) یک شهر در آلمان است که در اشلسویگ-فلنسبورگ واقع شده‌است. بورم ۷۸۰ نفر جمعیت دارد.